# Bahnhof Bitburg-Erdorf
Der Bahnhof Bitburg-Erdorf ist ein Bahnhof an der Eifelstrecke in Bitburg in Rheinland-Pfalz. Hier zweigt die inzwischen ab dem Stadtbahnhof stillgelegte Nims-Sauertalbahn ab, deren Reststück nur noch im Güterverkehr und von vereinzelten Sonderzügen befahren wird. Heute ist er der einzige im regulären Personenverkehr betriebene Bahnhof in Bitburg.

## Geschichte
Die Eifel wurde aus vielen Gründen erst relativ spät mit Eisenbahnstrecken erschlossen (siehe auch Geschichte der Eisenbahn in Deutschland): unter anderem war sie ein Grenzgebiet (zu Belgien und Luxemburg), sie war dünn besiedelt und hatte eine ungünstige Topographie (teils schmale Flusstäler und steile Hänge).
Im Deutsch-Französischen Krieg 1870/71 zeigte sich, dass es strategisch wichtig war, viele Soldaten und Waffen schnell per Eisenbahn an die Front bringen zu können. An der Westgrenze des deutschen Kaiserreichs wurden Strategische Bahnen geplant und gebaut.
Im November 1867 begann die Rheinische Eisenbahn-Gesellschaft mit dem Bau der Bahnstrecke Köln-Trier. Nach Beginn des Deutsch-Französischen Krieges wurden die Bauarbeiten forciert; die Strecke war ab dem 15. November 1871 befahrbar.
Bereits am 25. März 1871 wurde der Bahnhof Erdorf-Bitburg eröffnet. Der Bau des Bahnhofs auf der Gemarkung der damals noch selbständigen Gemeinde Erdorf stieß bei Anliegern auf Widerstand, weil dafür der Gemeindefriedhof verlegt werden musste und weil sie befürchteten, der Funkenflug der Lokomotiven könnte die Strohdächer der Häuser in Brand setzen.
Am 21. Oktober 1910 wurde die Stichstrecke von Erdorf nach Bitburg eröffnet, als erstes Teilstück der Nims-Sauertalbahn. Sie führte ab etwa 1915 durchgängig über Irrel ins Sauertal und von dort weiter nach Trier. Vor dem Streckenbau wurde 42 Jahre lang über die genaue Trassenführung diskutiert. Um Verwechslungen mit dem Stadtbahnhof in Bitburg zu vermeiden, wurde der Bahnhof Erdorf-Bitburg nach Erdorf umbenannt. Von der Strecke existiert heute nur noch das Reststück bis Bitburg-Stadt, das vom Netzbetreiber Amprion gelegentlich zum Transport von Transformatoren zum Umspannwerk Niederstedem genutzt wird.
In den Jahren vor dem Ersten Weltkrieg hielten in Erdorf alle Schnellzüge auf der Strecke Köln–Trier.
Kriegsbedingt war ab dem Winter 1944 der Zugverkehr zwischen Trier und Köln unterbrochen (siehe auch hier) und konnte erst ab 1946 sukzessive fortgesetzt werden. Kurz nach dem Ende des Zweiten Weltkrieges wurde die bis dahin zweigleisige Eifelstrecke auf ein Gleis zurückgebaut.

## Bahnhofsgebäude und Bahnhofsanlagen

### Empfangsgebäude

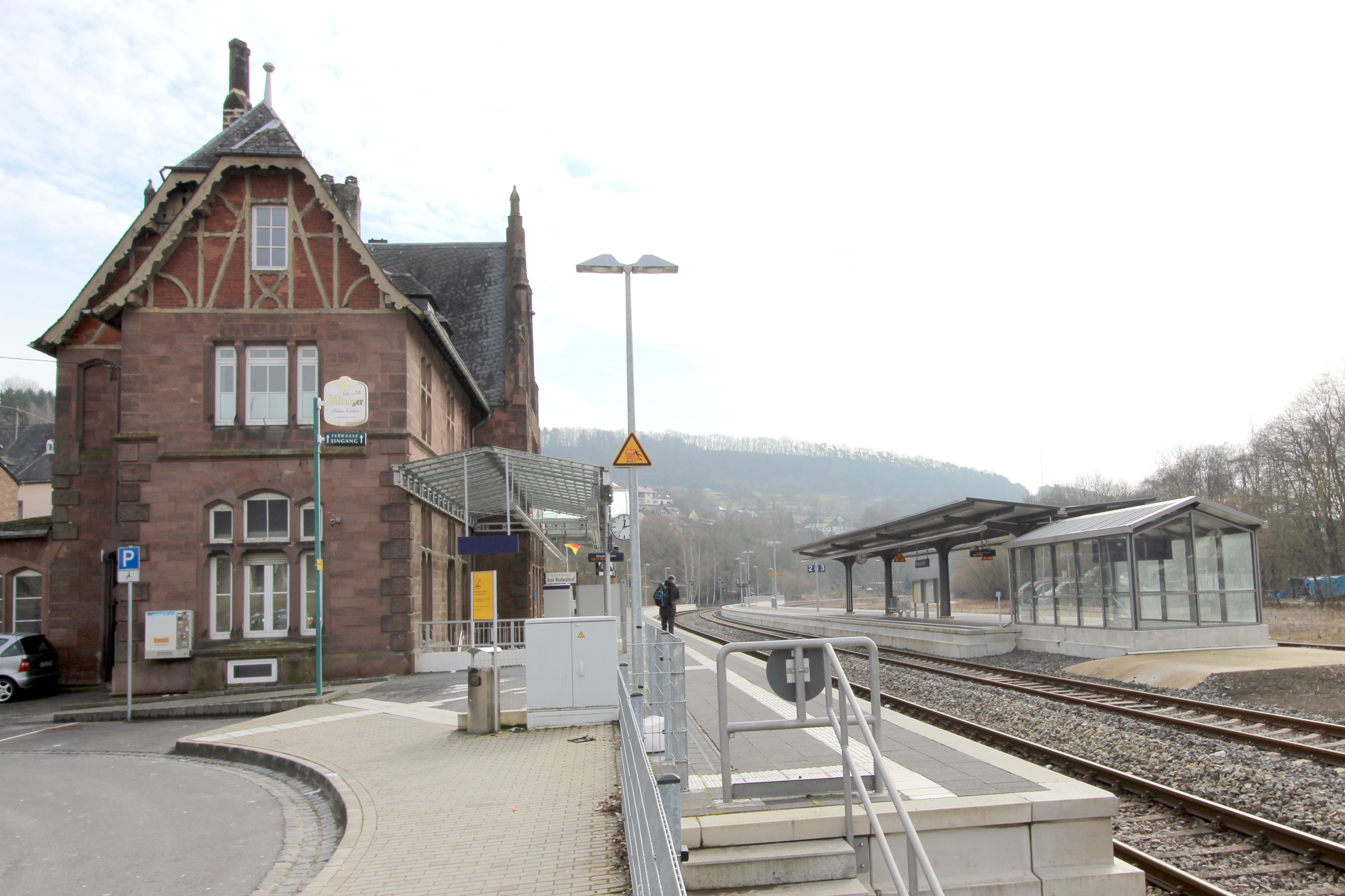
Bahnhof Erdorf

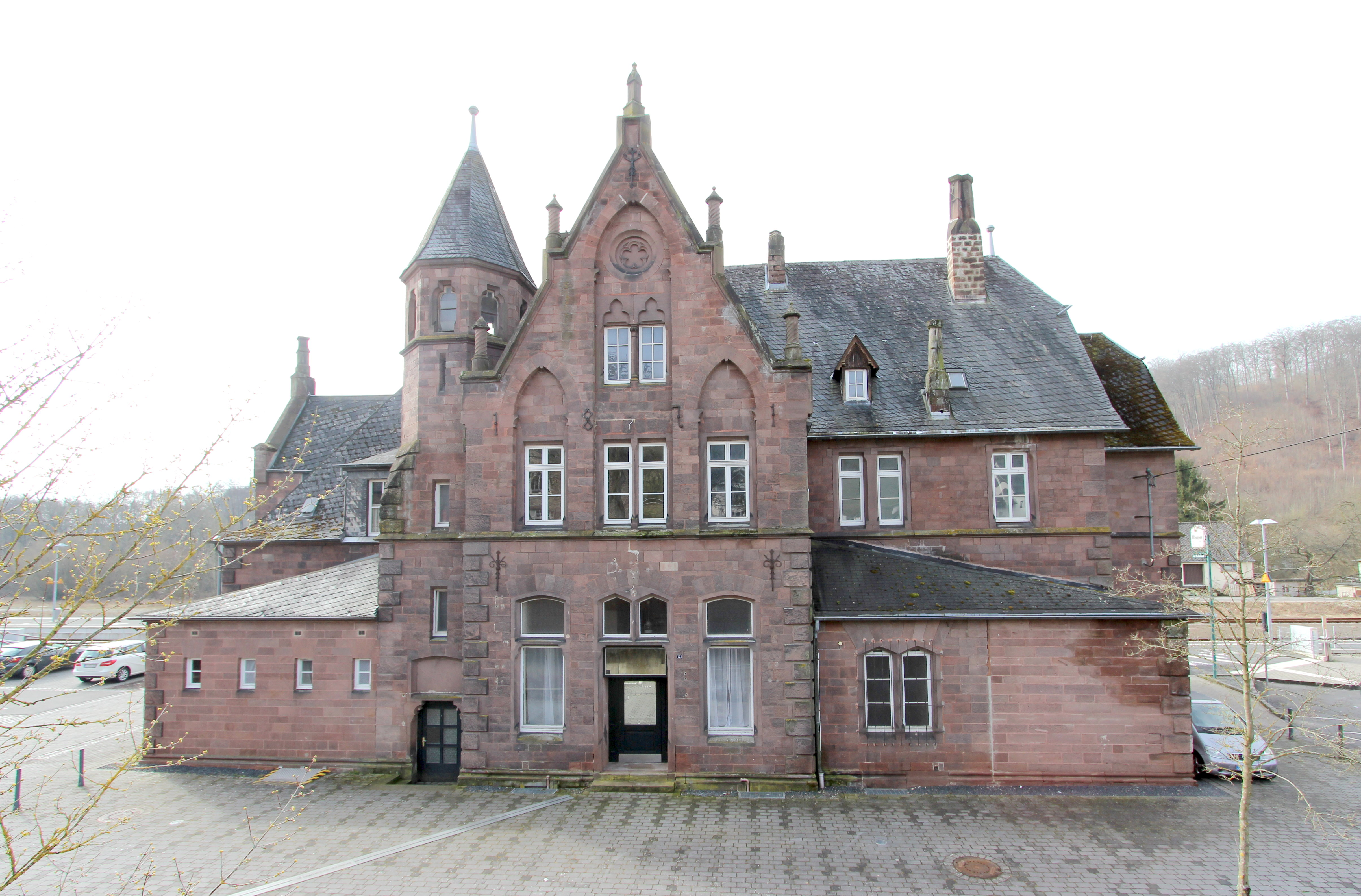
Rückansicht Bahnhof Erdorf

Planung und Entwurf des Empfangsgebäudes stammen von dem Baumeister Julius Carl Raschdorff, der unter anderem auch die Bahnhöfe Kyllburg, Ehrang sowie Speicher entworfen hat. Raschdorff, der einen Lehrstuhl an der Kaiserlichen Technischen Universität Charlottenburg innehatte, ist vor allem für den Bau des Berliner Doms bekannt.
Der Bau zeichnet sich besonders durch seine roten Sandsteinquader aus und liegt zwischen Gleisanlage und Mainzer Straße. Mit dem roten Sandstein als Baumaterial und den gotischen Stilformen soll, ähnlich wie bei anderen Empfangsgebäuden an der Eifelstrecke, ein Bezug zur Landschaft und zur Heimatgeschichte hergestellt werden. Die mit Schildgiebeln abschließende Schalterhalle springt an beiden Längsseiten rechtwinklig hervor. Ihre Giebel werden zusätzlich durch Spitzbogenblenden betont. Der sich südlich an die Schalterhalle anschließende Gebäudeteil wird durch ein erkerartig vorspringendes Zwerchhaus akzentuiert. Die Giebelfelder der Nordseite sowie ihres Anbaus sind als Fachwerk ausgeführt. Die prunkvolle Gestaltung wurde auch hier wie bei vielen anderen Bahnhöfen an der Eifelstrecke von den Kriegsschulden, die Frankreich nach dem Deutsch-Französischen Krieg zu leisten hatte, bezahlt.
Am ursprünglichen Bahnhof wurden seit der Fertigstellung dreimal Anbauten vorgenommen. Diese wurden aber so geschickt eingefügt, dass sie dem Betrachter kaum ins Auge fallen. Das Bahnhofsgebäude steht unter Denkmalschutz.

### Lokschuppen und Wasserversorgung
Ab der Eröffnung der Nims-Sauertalbahn gab es am Bahnhof Erdorf auch einen Lokschuppen und eine kurze Drehscheibe, die bis in die 1960er Jahre bestanden. Zunächst gab es im Bahnhof auch Wasserkräne zur Befüllung der Dampfloks auf allen Bahnsteigen.

### Stellwerke
Der Bahnhof Erdorf war mit zwei mechanischen Stellwerken ausgestattet. Das Stellwerksgebäude für die abzweigende Nims-Sauertalbahn steht unter Denkmalschutz. Es hat einen Sockel aus Kalksteinquadern mit zwei Geschossen. Über diesem erhebt sich ein Geschoss, das zur Strecke hin mit Fachwerk verkleidet ist. Aus dem rechteckigen Grundriss stechen zwei kleine Erker hervor.

## Zugangebot
Der Bahnhof Erdorf wird von folgenden SPNV-Linien bedient:
|             | Zuglauf | Taktfrequenz      |
| ----------- | --- | ----------------- |
| RE 12       | Eifel-Mosel-Express: Köln Messe/Deutz – Köln Hbf – Köln Süd – (Erftstadt – Weilerswist –) Euskirchen (– Mechernich – Kall – Jünkerath – Gerolstein – Bitburg-Erdorf – Trier Hbf) (aufgrund von Hochwasserschäden längerfristig im Schienenersatzverkehr zwischen Kall und Trier Hbf) Stand: Fahrplanwechsel Dezember 2023 | einzelne Zugpaare |
| RE 22 RB 22 | Eifel-Express: Köln Messe/Deutz – Köln Hbf – Köln West – Köln Süd – Erftstadt – Weilerswist – Euskirchen – Mechernich – Kall – Urft (Steinfeld) – Nettersheim – Blankenheim (Wald) – Schmidtheim – Dahlem (Eifel) – Jünkerath – Lissendorf – Oberbettingen-Hillesheim – Gerolstein (Gattungswechsel RE/RB) – Birresborn – Mürlenbach – Densborn – Usch/Zendscheid – St. Thomas – Kyllburg – Bitburg-Erdorf – Hüttingen – Philippsheim – Speicher – Auw an der Kyll – Daufenbach – Kordel – Ehrang – Pfalzel – Trier Hbf (aufgrund von Hochwasserschäden längerfristig im Schienenersatzverkehr zwischen Kall und Gerolstein) Stand: April 2023 | 60 min            |